# Nocher
Nocher är en ort i Luxemburg.   Den ligger i distriktet Diekirch, i den nordvästra delen av landet, 40 km norr om huvudstaden Luxemburg. Nocher ligger 477 meter över havet och antalet invånare är 233.
Terrängen runt Nocher är huvudsakligen kuperad, men västerut är den platt.  Närmaste större samhälle är Wiltz, 4,1 km nordväst om Nocher. 
I omgivningarna runt Nocher växer i huvudsak blandskog. Runt Nocher är det ganska tätbefolkat, med 248 invånare per kvadratkilometer.